# فایسرو فورام
فایسرو فورام (انگلیسی: Fiserv Forum) یک سالن سرپوشیده ورزشی در میلواکی، ایالات متحده آمریکا است.
این ورزشگاه که در سال ۲۰۱۸ تأسیس شده دارای ۱۷٬۳۸۵ نفر ظرفیت است و برای مسابقات بسکتبال، هاکی روی یخ و کنسرت‌های موسیقی مورد استفاده قرار می‌گیرد.

## نگارخانه

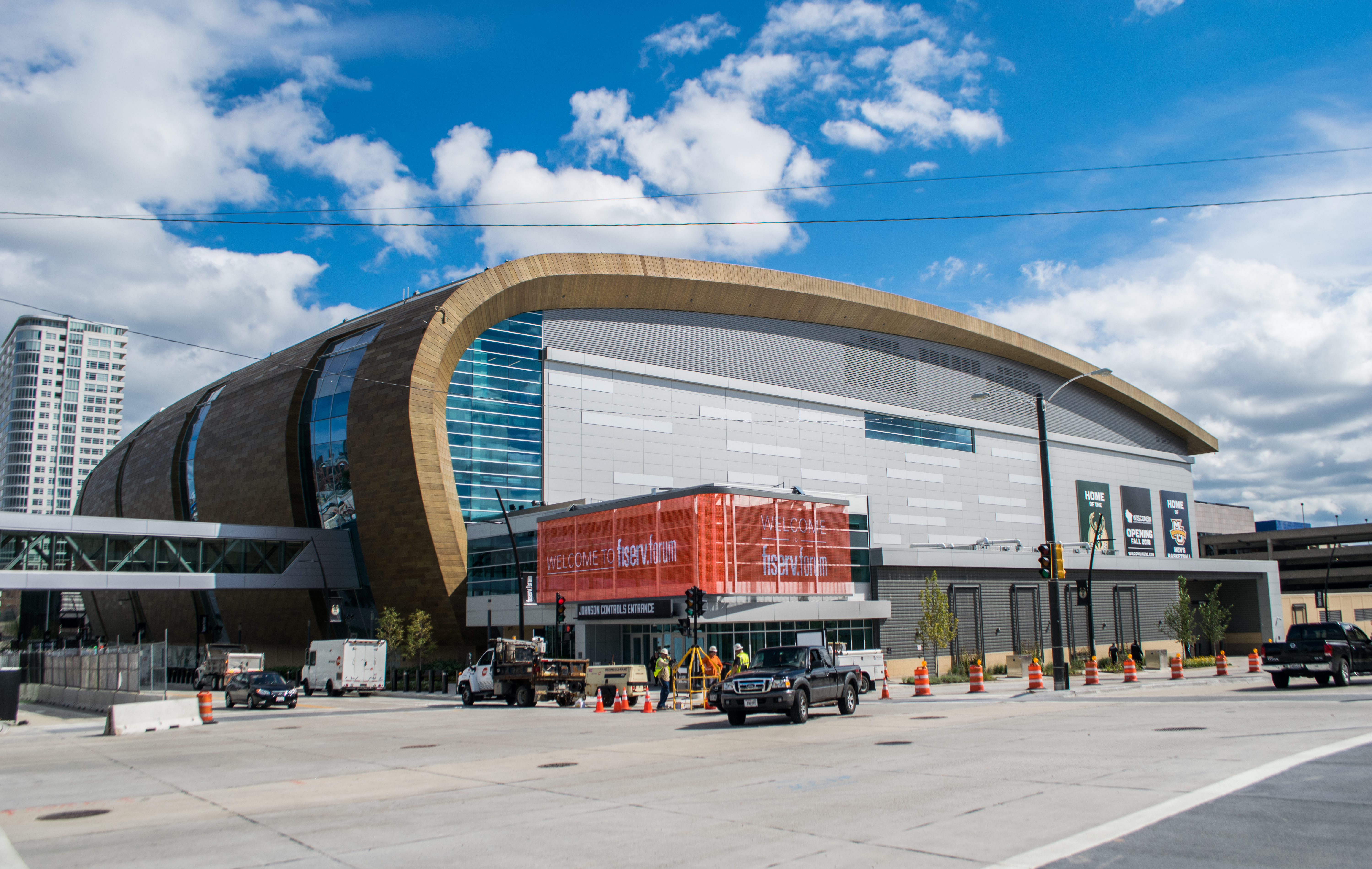
نمای غربی
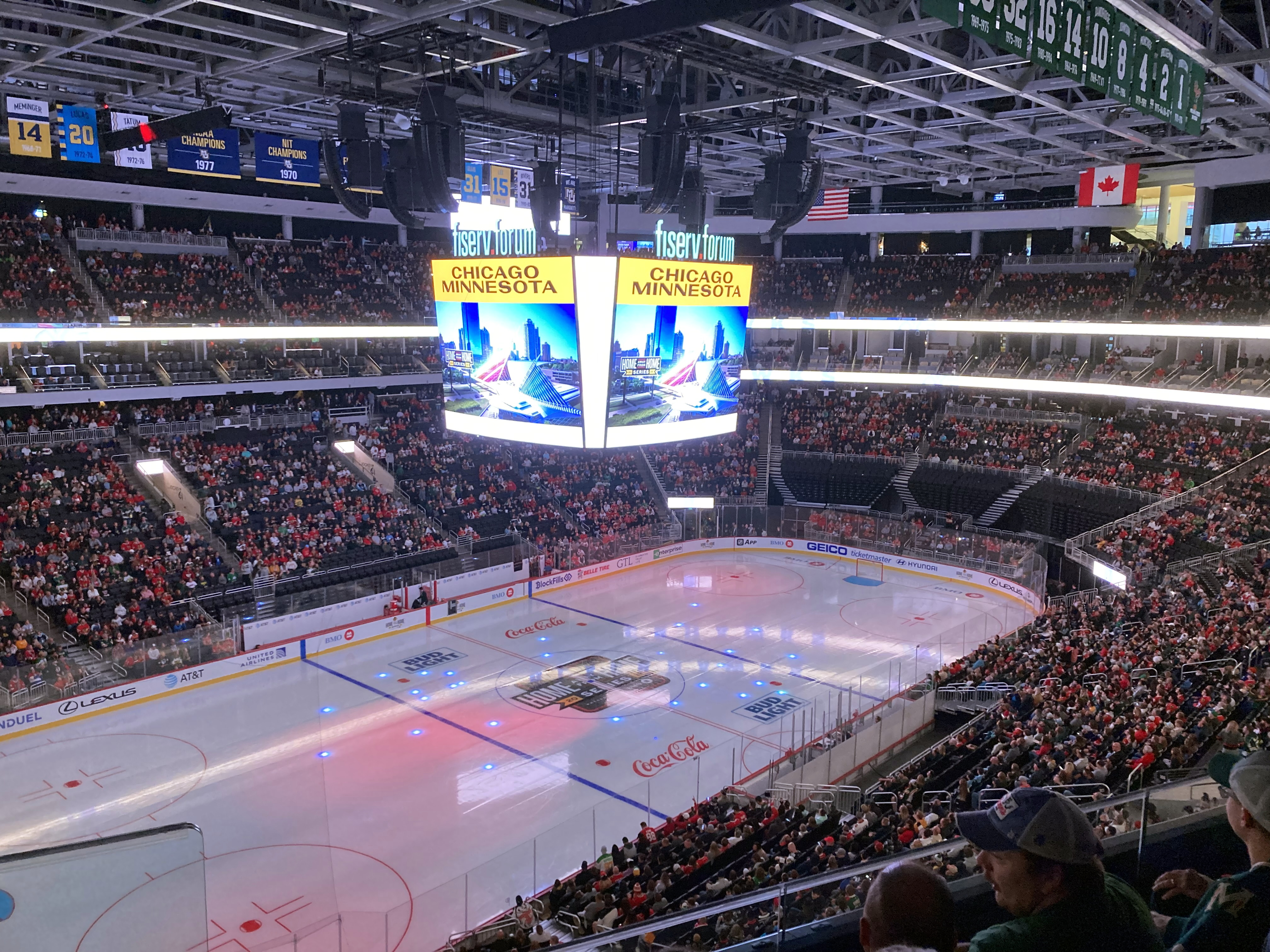
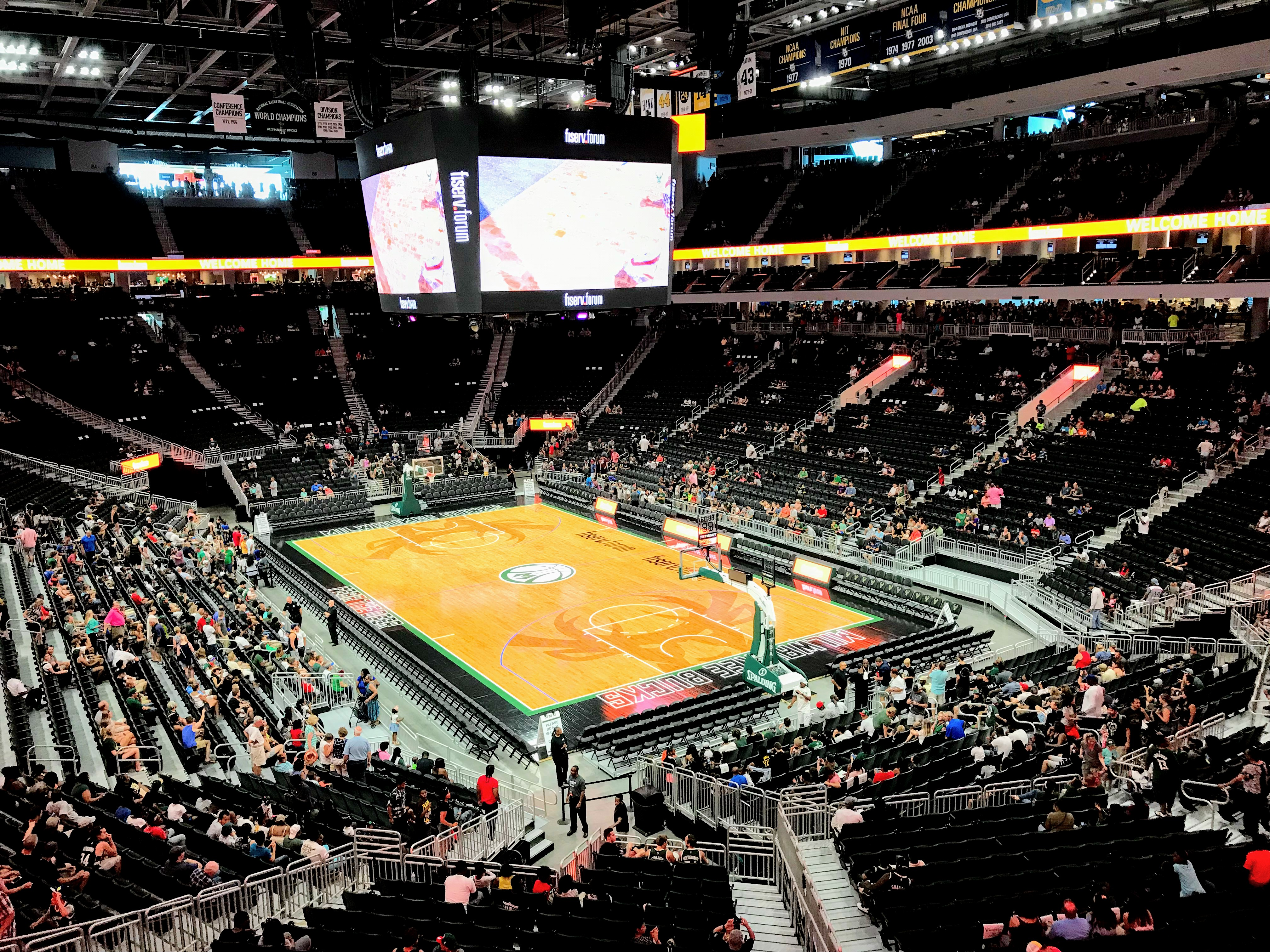